# エティエンヌ2世 (トロワ伯)
エティエンヌ2世（フランス語：Etienne II, ? - 1047年）は、トロワ伯およびモー伯（在位：1037年 - 1047年）。
エティエンヌ2世はブロワ伯、シャルトル伯、トロワ伯およびモー伯ウード2世とエルマンガルド・ドーヴェルニュの息子である。
アデルと結婚し、ウード3世が生まれた。ウード3世は父の死後トロワ伯およびモー伯を継承し、また、後にオマール伯となった。